# Anne-Marie Javouhey
Anne-Marie Javouhey (* 10. November 1779 in Jallanges, Kanton Brazey-en-Plaine, Département Côte-d’Or; † 15. Juli 1851 in Paris) war eine französische römisch-katholische Ordensschwester, Ordensgründerin und Kolonisatorin, die 1950 seliggesprochen wurde.

## Leben

### Die Berufung
Anne Javouhey (ab 1807 Ordensname: Anne-Marie) wuchs in Chamblanc bei Seurre (25 km östlich von Beaune) in der kinderreichen Familie eines begüterten Landwirts auf und erlebte als Zehnjährige die Französische Revolution. Unter dem Einfluss des im Untergrund aktiven Priesters Jean-François Balanche (1753–1822) war sie ab 1796 Katechetin in Chamblanc. Am 13. Februar 1798 beschloss die dynamische und als lebenslustig bekannte Anne, sich in Weltverleugnung Jesus Christus zu weihen und ihr Leben in den Dienst der Armen, Kranken und Waisen zu stellen. Am 11. November 1798 wurde der Beschluss während einer Messe des Abbé in Seurre förmlich wiederholt und gegen den dreijährigen zähen (und oft zornigen) Widerstand des Vaters aufrechterhalten.

### Der Weg zur Gründung
Auf der Suche nach der geeigneten Lebensform verbrachte Anne die Monate Oktober und November 1800 in Besançon in der im Aufbau befindlichen Schwesterngemeinschaft der heiligen Jeanne-Antide Thouret, verließ sie aber wieder, weil sie sich aufgrund eines mystischen Traumerlebnisses berufen fühlte, einen Orden zu gründen, der sich dem Seelenheil der Schwarzen zuwendet. Im März 1801 kaufte Annes Vater ihr ein Haus in Chamblanc, wo sie, unterstützt durch ihre 15 Jahre alte Schwester Marie (späterer Ordensname: Marie-Joseph, 1787–1863), eine Schule für arme Kinder eröffnete und ein Leben in äußerster Armut führte. Ähnliche Einrichtungen gründete sie mit Hilfe von Mitstreiterinnen in Jallanges und Dole.
In Dole kam sie 1802 mit dem Trappistenabt Augustin de Lestrange in Kontakt, in dessen Nonnenkloster Riedera (auch: Riedra) in der Schweiz sie unter dem Ordensnamen Justine 1803 eintrat, es aber nach 3 Monaten wieder verließ. Sie kehrte noch 1803 nach Frankreich zurück, zuerst nach Souvans, dann nach Choisey bei Dole, wo man ihr ein Schulhaus zur Verfügung stellte. Bei ihr waren vier Postulantinnen, darunter ihre dreizehnjährige Schwester Claudine (späterer Ordensname: Rosalie, 1790–1868). 1804 ging sie mit sieben Postulantinnen nach Chamblanc zurück, wo ihr Vater ihnen die Hälfte eines großen Hauses zur Verfügung stellte und wo sie sich wieder mit Unterrichten nützlich machten.
Am 9. April 1805 konnte Anne-Marie in Chalon-sur-Saône ihr Anliegen Papst Pius VII. vortragen, der sie in Gegenwart des Bischofs von Autun, François de Fontanges, sowie von Lestrange (mit dem sie bis 1807 in Kontakt blieb) zur Gründung ermunterte und ihr riet, eine Regel zu verfassen. Eine grundsätzliche Schwierigkeit dabei war jedoch die (unumgängliche) Wahl des richtigen geistlichen Leiters, weil immer die Gefahr bestand, dass dieser sich selbst zum Gründer und Haustyrann der Gemeinschaft aufschwingt. Der Bischof empfahl ihr den tüchtigen Abbé Mathieu Gally (1775–1866), der sie bei der Abfassung der Ordensregel unterstützte. So ließ sie sich am 18. Oktober 1805 mit drei ihrer leiblichen Schwestern in Chalon nieder und nannte sich Schwester Anna-Maria vom Kinde Jesu. Die von ihr geführten (und von der Stadt subventionierten) Schulen (einschließlich der von ihrem leiblichen Bruder geführten Knabenschule) wurden von 125 Kindern besucht. Als die Schwestern eines Tages den Kindern nichts mehr zu essen geben konnten, half – so erzählte Anne-Marie – der hl. Josef durch ein Wunder. Daraufhin gab sich die Gemeinschaft im August 1806 den Namen „Gesellschaft vom Heiligen Joseph“. Die vorläufige Genehmigung der Gründung erteilte Napoleon am 12. Dezember 1806 von Posen aus. Abt Lestrange entband sie vom ihm geleisteten Gehorsamsgelübde.
Am 12. Mai 1807 legte sie zusammen mit drei leiblichen Schwestern (außer den schon genannten noch Pierrette, Ordensname: Marie-Thérèse, 1785–1840) und fünf weiteren jungen Frauen in der Kirche Saint-Pierre in Chalon-sur-Saône vor dem neuen Bischof von Autun, Fabien-Sébastien Imberties, die Ordensgelübde ab und gründete damit ihre dem heiligen Joseph und dem heiligsten Herzen Jesu geweihte Kongregation. (Zur Ordensregel gehörte das Ende der Nachtruhe um 4 Uhr morgens.) 1809 eröffnete sie auch in Autun eine Schule, hatte dort aber Schwierigkeiten mit dem Bischof, der ihr Eigenmächtigkeit und Instabilität (typische Kennzeichen ihres früheren Mentors Lestrange) vorwarf, da sie ständig zur Gründung weiterer oft ephemerer Schulen unterwegs war und auch finanziell in Nöte kam, aus denen ihr Vater sie erretten musste. Im Sommer 1812 wechselte sie mit ihrer Autuner Gemeinschaft in das durch ihren Vater erworbene Rekollektenkloster in Cluny und nannte die Kongregation künftig Sœurs de Saint-Joseph de Cluny (Kürzel: S.J.C., deutsch: „Josephsschwestern von Cluny“, auch: „Cluny-Schwestern“ oder „Joseph von Cluny-Schwestern“).

### Von Paris aus in die ganze Welt
Der Entwicklungsschub, welcher der immer noch kleinen Gemeinschaft nun bevorstand, verdankt sich zwei Faktoren. Zum Ersten verstand Anne-Marie, dass man im Frankreich der Restauration in Paris wirken musste, um wirkliche Anerkennung zu erfahren. Also eröffnete sie Schulen in Paris und war dort ständig greifbar. Zum Zweiten verbreitete sie in diesen Schulen (gegen den Widerstand vieler Priester) eine Lehrmethode, die ihr Erfolg und Bekanntheit einbrachte, das Lernen durch Lehren (auch bekannt als Lancasterschule).
Als die Regierung 1816 Pädagogen für die Insel Réunion (damals: Ile Bourbon) im Indischen Ozean suchte, ergriff sie die Gelegenheit und schickte vier Schwestern auf die Reise (die über fünf Monate dauerte), vier weitere folgten später. Im Frühjahr 1819 reisten vier andere Schwestern (unter der Leitung von Rosalie Javouhey) nach Saint-Louis im Senegal, wo sie unter schwierigen Bedingungen im Spital arbeiteten. Von Februar 1822 bis März 1824 bekamen sie Besuch von Anne-Marie, die nicht nur in Saint-Louis nach dem Rechten sah, sondern auch Dagana (Senegal) und Gorée bereiste, wo eine Filiale eröffnet wurde, ferner St. Mary’s Island in Gambia (heute: Banjul) und Freetown in Sierra Leone. Gegen Ende erkrankte sie und kehrte (nach der Genesung) nach Frankreich zurück, wo die inzwischen 12 Niederlassungen der Kongregation ihrer starken Führungshand dringend bedurften.
In Réunion kam es 1823/1824 nach dem Tod der dortigen Oberin vorübergehend zu einer Spaltung, insofern die Verstorbene, die in Saint-Paul residierte, als Nachfolgerin die örtliche Oberin von Saint-Denis bestimmt hatte. Als diese nach anderthalb Jahren erfolgreicher Amtsführung einer von Anne-Marie ausgesandten Oberin weichen sollte, weigerte sie sich und zwang die Ausgesandte zur Rückkehr. Auch die dann ausgesandte Rosalie Javouhey konnte anfänglich gegen den geballten Widerstand der Insel (vor allem der Priester) nicht an und setzte sich erst durch, als Anne-Marie die Pariser Regierung hinter sich brachte und die Ausweisung der aufständischen Nonnen erzwang. Die dann mit neuen Statuten versehene Kongregation erhielt ein Monopol für Unterricht und Pflege in allen Kolonien.
Zwischen 1822 und 1827 kam es (neben weiteren Gründungen in allen Teilen Frankreichs) zu Aussendungen kleinerer Nonnengruppen nach Cayenne, Mana (Französisch-Guayana), Basse-Terre (Stadt) in Guadeloupe (1826 von einem Wirbelsturm verwüstet), Martinique, Saint-Pierre und Miquelon und Pondicherry (heute: Puducherry) in Indien.

### Priesterausbildung der Afrikaner
1825 wurde in Bailleul-sur-Thérain (1829 nach Limoux verlegt) durch die Kongregation eine Priesterausbildung für drei schwarze senegalesische Knaben eingerichtet, aus der 1840 die ersten afrikanischen Priester hervorgingen. Zwei davon, Jean-Pierre Moussa (1814–1860) und Arsène Fridoil (1815–1852), gingen in den Wirren nach der Sklavenbefreiung 1848 unter, der dritte, David Boilat, starb in Frankreich hochbetagt als Schriftsteller seiner Heimat und Grammatiker des Wolof. Mit ihnen zusammen wuchs der Botaniker Charles Victor Naudin (1815–1899) auf, welcher der Kongregation verbunden blieb.

### Ein Widersacher, der Bischof von Autun
Ab 1829 erhielt Anne-Marie in der Person des neuen Bischofs von Autun, Bénigne-Urbain-Jean-Marie du Trousset d’Héricourt (1797–1851), zu dessen Bistum Cluny gehörte, einen hartnäckigen Widersacher, der ihr bis zu seinem Tod (eine Woche vor dem ihrigen) 20 Jahre lang die Leitung der Kongregation streitig machte, ihr Entfernung vom Kloster, unerlaubte Reisen und riskantes Finanzgebaren vorwarf, sie zeitweise von den Sakramenten ausschloss, auch ihre Kapellen schloss, und sie bei mehreren Bischofskollegen, sowie zahlreichen Priestern in Verruf brachte. Wenn sie letztlich in ihrer Wirksamkeit dennoch unbehelligt blieb, dann in erster Linie dank der nie fehlenden Unterstützung durch den König, die Regierung, den päpstlichen Nuntius und andere einflussreiche Freunde. Im Übrigen ist der Konflikt zwischen weiblicher Ordensgründerin und Ortsbischof im Frankreich des 19. Jahrhunderts ein Generalschema und ein wichtiges Kapitel in der Emanzipationsgeschichte der Frau.

### Sklavenbefreiung in Guayana
Im Rahmen der Bestrebungen zur Sklavenbefreiung in den französischen Kolonien wurde ein Verfahren beschlossen, das die Sklaven während sieben Jahren auf die endgültige Autonomie mittels Schulbildung in Halbfreiheit vorbereiten sollte. In Französisch-Guayana wurde die Durchführung dieser Maßnahme Mutter Anne-Marie anvertraut. Von 1828 bis 1833 und von 1836 bis 1843 war sie im Auftrag der Regierung in Guayana. Dort stand sie in Mana einer Siedlung vor, in der ihre Nonnen, französische Kolonisten und freigekaufte (später: beim Aufbringen verbotener Sklaventransporte erbeutete) Schwarzen lebten und die eine Art Kibbuz darstellte. Anne-Marie sah die Siedlung in der Nachfolge der Jesuitenreduktionen in Paraguay. Sie vereinigte alle Gewalt in ihrer Hand, hatte aber oft die Priester wie auch die Kolonisten von Cayenne gegen sich. 1837 wurde die Kolonie Mana, die aus 500 Schwarzen (davon 100 Kinder) bestand, vom Sohn des Königs, François d’Orléans, prince de Joinville, besucht. 1838 führte die feierlich begangene erste Freilassung der Sklaven zu keinerlei Unruhen. Anne-Marie liebte ihre Kolonie Mana und war dort glücklich. Ein großer Teil ihrer heutigen Bekanntheit in Frankreich geht auf ihre Rolle im Rahmen der Sklavenbefreiung zurück. Man bedenke, dass Papst Gregor XVI. die Verurteilung der Sklaverei und des Sklavenhandels erst 1839 aussprach.
Anne-Marie starb 1851 im Alter von 71 Jahren in Paris in der Niederlassung der Rue Méchain (Nr. 21, im  14. Arrondissement). Es ist seit 1870 Mutterhaus des Ordens, wo sich auch ihre Herzreliquie befindet (die anderen sterblichen Überreste in Senlis).

## Entwicklung des Ordens nach dem Tod der Gründerin und Seligsprechung
Die Nachfolge als Generaloberin übernahm Rosalie Javouhey. 1854 wurde die Kongregation von Papst Pius IX. anerkannt. 1950 wurde Anne-Marie von Papst Pius XII. seliggesprochen. Beim Tod der Gründerin zählte die Kongregation rund 1000 Ordensschwestern. Heute ist sie mit 2600 Ordensschwestern in 57 Ländern vertreten, am zahlreichsten in Indien (nicht in Deutschland und Österreich).

## Erinnerungsorte und Ehrungen
In Mana wurde ihr eine Statue errichtet mit der Aufschrift: „Anne-Marie Javouhey/1779–1851/Elle fut de Mana/La fondatrice et la mère/1828–1843“ (Sie war Mana Gründerin und Mutter). Eine weitere Statue steht in der Kirche Saint-Pierre in Chalon-sur-Saône mit der Aufschrift: „Anne-Marie Javouhey/1779–1851/Fondatrice des Soeurs de S. Joseph de Cluny/Elle contribua à l’abolition de l’esclavage“ (Gründerin der Josephsschwestern von Cluny/Sie trug zur Abschaffung der Sklaverei bei). Dort hängt auch eine Tafel mit der Aufschrift: „En ce lieu, le 12 mai 1807, Anne-Marie Javouhey s’est consacrée à Dieu avec ses huits compagnes/La congrégation des Sœurs de Saint Joseph de Cluny a été fondé ce jour-là“ (An diesem Ort hat sich A.-M. J. am 12. Mai 1807 mit ihren acht Gefährtinnen Gott geweiht/Die Kongregation der Josephsschwestern von Cluny wurde an diesem Tag gegründet).
In Brest, Alençon, Fontainebleau, Senlis, Marquillies, Limoux, Jallanges und Papeete wurden Straßen nach ihr benannt. In Chamblanc trägt ein Gymnasium ihren Namen. Dort gehört ihr Elternhaus zur Route des Abolitions de l’Esclavage et des Droits de l’Homme (Straße der Sklavenbefreiung und der Menschenrechte). 1981 wurde ihr eine französische Briefmarke gewidmet.

## Schriften
- Lettres, hrsg. von Jean Hébert und Marie-Cécile de Segonzac. 4 Bde., Cerf, Paris 1994.